# Adhumulone

Structure moléculaire de l'adhumulone.

L’adhumulone, ou 3,5,6-Trihydroxy-2-(2-méthylbutanoyl)-4,6-bis(3-méthylbut-2-enyl)cyclohexa-2,4-dien-1-one, est un composé chimique de formule C21H30O5, présent dans la résine de houblon dont on l'extrait. C'est l'un des cinq analogues d'acide alpha identifiés dans la résine de houblon, les autres étant la cohumulone, l'humulone, la préhumulone et la posthumulone. Collectivement, ces analogues d'acide alpha sont des précurseurs des acides iso-alpha, premiers responsables de l'amertume de la bière.
L'adhumulone se différencie des autres acides alpha par le groupe latéral de la molécule qui est le 2-méthylbutyryle. L'oxydation des cônes de houblon conduit au clivage de ce groupe latéral et à la production d'acide 2-méthylbutryique, qui a une odeur piquante caractéristique évoquant celle du roquefort. 
La teneur du houblon en adhumulone est le plus souvent de 15 % de la teneur totale en acides alpha chez toutes les variétés, tandis que la teneur en cohumulone et humulone varie de 20  à 50 % selon la variété.